# Sköldpaddskaktus
Sköldpaddskaktus är en suckulent växt i familjen kaktusar som ursprungligen kommer från Mellanamerika och norra Sydamerika. Den är vanligen epifytisk eller växande på klippor. Arten är tropisk och växer nära havsnivån.

## Beskrivning
Klättrande och klängande, fäster vid underlaget med hjälp av luftrötter och virar sig vanligen upp i träd likt en orm. Stammarna är mycket varierande i utseende och anpassar sig till underlaget, 3–10 cm vida med (3–)5–8 vinglika ribbor. Klättrande stammar blir asymmetriska med en platt och en välvd sida. Areolerna har 3–4 (–10) taggar och talrika borst. Epidermis är blekt grönt till smaragsdgrönt.
Blommorna produceras från årsgamla och äldre areoler, de blir 23–28 cm långa, 20–22 cm i diameter. De är nattliga men förblir öppna under följande dag, väldoftande. Fruktämne och blompip har purpurbruna fjäll och bruna hår och borst. Yttre blomblad grönaktiga, de inre blombladen vita.
Frukten är 6–9 cm, purpurröd och taggig.[källa behövs]

## Etymologi
De äldre stammarna har likheter med skalet hos en sköldpadda = testudo.[källa behövs]

## Historik
Arten beskrev ursprungligen 1837, men publikationen förblev okänd för majoriteten av botanister och listades ofta under ett senare namn – Cereus pterogonus – i de flesta samlingar. Det tog nästan 100 år innan Britton and Rose upptäckte felet och rättade till det. Arten har alltid varit svår att placera systematiskt, men 2003 fick den sin nya placering i Strophocactus.[källa behövs]

## Systematik
Strophocactus är ett släkte med tre väldigt olika arter. Studier av DNA-sekvenser har visat att S. testudo troligen är mer besläktad med nordamerikanska pelarkaktusar än med de epifytiska arterna inom t.ex. nattkaktussläktet (Selenicereus) och bladkaktussläktet (Epiphyllum), som man tidigare trodde.[källa behövs]

## Odling
Sköldpaddskaktusen är lättodlad i väldränerad jord och relativt mycket vatten under tillväxtsäsongen. Odlas lättast hängande i ampel. Tolererar inte låga temperaturer och en minitemperatur på 15 ºC under vintern är lagom, lägre temperaturer fungerar om plantan hålls helt torr. Odlas i full sol, vilket stimulerar knoppbildning. Även relativt små plantor ger blommor och dessa kan produceras vilken tid på året som helst, men vanligast under sommaren.[källa behövs]

## Synonymer
- Cereus testudo Karwinsky ex Zuccarini
- Cereus pterogonus Lemaire
- Cereus miravallensis F. A. C. Weber
- Selenicereus miravallensis (F. A. C. Weber) Britton & Rose
- Deamia testudo (Karwinsky ex Zuccarini) Britton & Rose
- Deamia diabolica Clover
- Selenicereus testudo (Karwinsky ex Zuccarini) F. Buxbaum

## Webbkällor
- Wallace, R.S & Stansberry, D.L. (1998). Molecular phylogenetic appraisal of the genera Peniocereus and Nyctocereus (Cactaceae). Department of Botany, Iowa State University, Ames.
- Wikimedia Commons har media som rör Sköldpaddskaktus.